# StMichel-Virbac
Prysmian
Pour les articles homonymes, voir Saint-Michel.
StMichel-Virbac est un 60 pieds IMOCA, destiné à la course au large. Dessiné par le cabinet VPLP et Guillaume Verdier, il est mis à l'eau le 12 septembre 2015 dans la perspective du Vendée Globe 2016-2017 avec Jean-Pierre Dick comme skipper.
StMichel-Virbac fait partie de la génération 2015 des IMOCA avec Safran II, Banque populaire VIII, Gitana 16, Hugo Boss, et Vento di Sardegna. Ce sont les premiers IMOCA dotés de foils qui permettront de soulever la coque aux allures portantes afin de réduire la traînée et augmenter la vitesse.
Vainqueur de la Transat Jacques-Vabre 2017, le bateau passe aux mains de Yann Eliès en 2018 sous le nom d'Ucar-StMichel. Il est vendu en 2019 à Giancarlo Pedote, et devient Prysmian.

## Caractéristiques et développement
Comme tous les IMOCA de la génération 2015, StMichel-Virbac est conçu par les architectes Guillaume Verdier et VPLP, en collaboration avec le Gitana Design Team pour Gitana 16. Il est conçu pour être efficace aux allures portantes et tirer un maximum de profit des foils. Ces deux appendices rétractables remplacent les dérives asymétriques dont elles sont une évolution.
Alors que les carènes de Safran II et Banque populaire VIII sont identiques, celle de StMichel-Virbac est plus étroite et se distingue par une étrave très volumineuse et des lignes très planes, pour augmenter la puissance du voilier. L'objectif est de rendre le bateau performant dans le petit temps et les zones de transitions, afin d'éviter les manœuvres de changement de voile. Le cockpit est particulièrement plat et dégagé, de manière à pouvoir y stocker les voiles et aussi abaisser et reculer le centre de gravité.
Le chantier chez Multiplast à Vannes commence le 23 février 2015 et s'achève le 12 septembre suivant.

## Historique

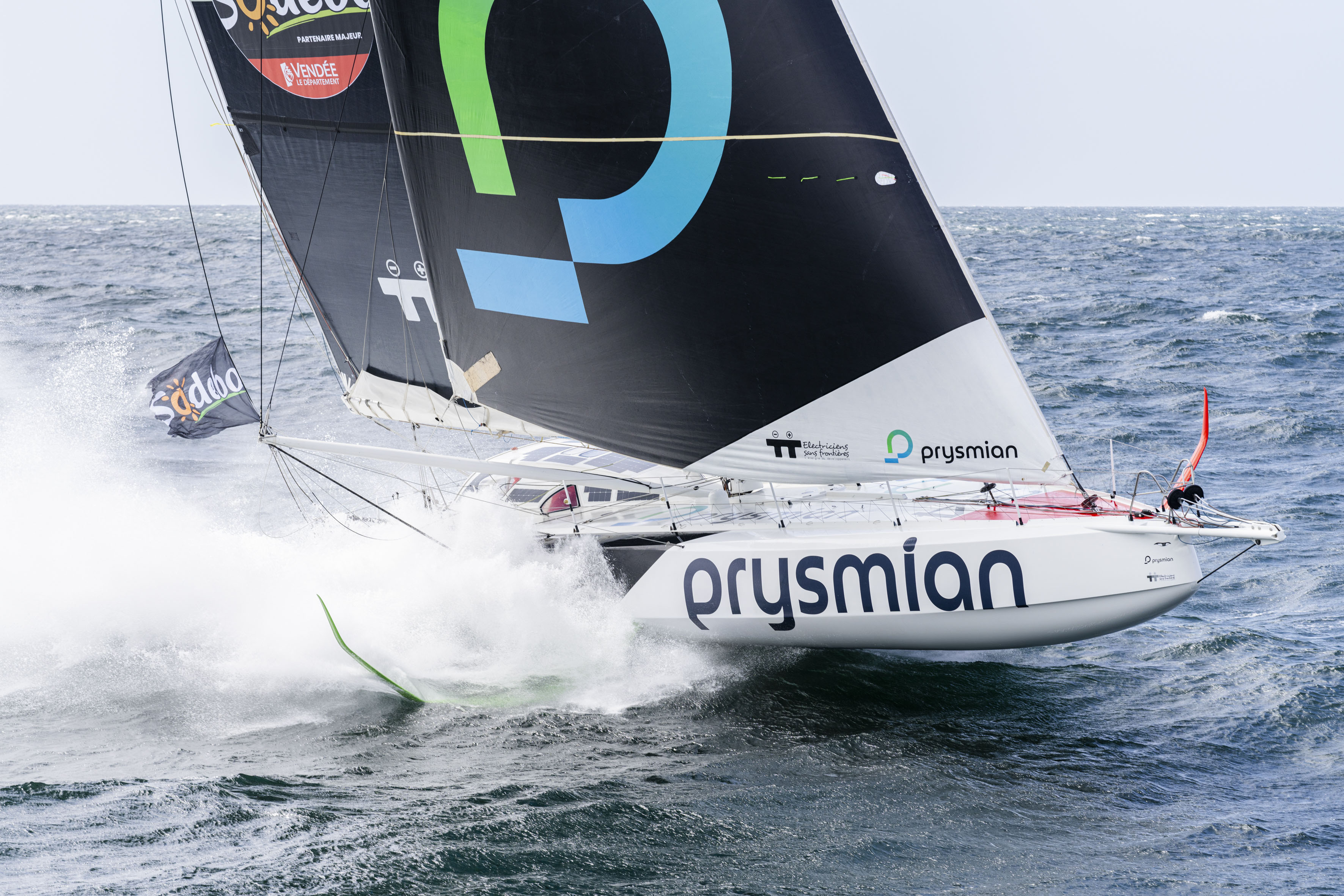
L'Imoca Prysmian en pleine mer.

Mis à l'eau le 12 septembre 2015, le bateau manque de préparation avant le départ de la Transat Jacques-Vabre 2015, donné le 25 octobre. Une semaine après le départ, Jean-Pierre Dick et Fabien Delahaye sont contraints à l'abandon après que deux des lisses se sont brisées. Jean-Pierre Dick termine 4e du Vendée Globe 2016-2017. Avec Yann Eliès comme coéquipier, il remporte la Transat Jacques-Vabre 2017.
L'année suivante, StMichel-Virbac est confié à Yann Eliès et devient Ucar-StMichel. Il termine 2e de la Route du Rhum 2018.
En 2019, acquis par le navigateur italien Giancarlo Pedote, le bateau devient Prysmian. Il termine 8e du Vendée Globe.

## Palmarès

### 2015- 2018:StMichel-Virbac-Jean-Pierre Dick
- 2015 :
  - Abandon dans la Transat Jacques-Vabre, en double avec Fabien Delahaye (problèmes structurels)
- 2016 :
  - 3e de la Transat anglaise 2016, en 12 jours, 17 heures, 28 minutes et 7 secondes
  - Abandon dans la Transat New York-Vendée. Collision
- 2017 :
  - Vainqueur de la Transat Jacques-Vabre dans la catégorie des IMOCA en double avec Yann Eliès
  - 4e du Vendée Globe avec Jean-Pierre Dick, en 80 jours, 1 heure, 45 minutes et 45 secondes

### 2018-2019:Ucar-StMichel-Yann Éliès
- 2018 :
  - 3e de la Drheam Cup 700
  - 2e de la Route du Rhum - Destination Guadeloupe, de la classe IMOCA en 12 jours, 13 heures, 38 minutes et 30 secondes ; 7e au classement général

### Depuis 2019:Prysmian-Giancarlo Pedote
- 2019 :
  - 3e de la Bermudes 1000 Race[16]
  - 9e Rolex Fastnet Race
  - 13e du Défi Azimut
  - 17e de la Transat Jacques-Vabre 2019, en duo avec Anthony Marchand
- 2020 :
  - 8e de la Vendée-Arctique-Les Sables d'Olonne
- 2021 :
  - 8e du Vendée Globe en 80 jours, 22 heures, 42 minutes et 20 secondes
  - 6e de la Transat Jacques-Vabre 2021, en duo avec Martin Le Pape
- 2022 :
  - 8e Guyader Bermudes 1000 Race
  - 12e de la Vendée-Arctique
- 2025 : 
  - 22e sur 40 du Vendée Globe en 85 jours 20 h 32 min 1 s[17]